# Josip Primožič
Josip Primožič (Laicbach, 1900. február 7. – Maribor, 1985. augusztus 18.) olimpiai ezüst- és bronzérmes jugoszláv-szlovén tornász.

## Életútja
Ljubljanában végezte az elemi iskolai tanulmányait. Gimnáziumi tanulmányait anyagi okok miatt félbe kellett hagynia és öntödei munkás lett. 1918-ban katonai szolgálatot teljesített, de gyenge fizikai erőnléte miatt a ljubljanai katonai gyárba helyezték át. Mivel a gyári munka nem érdekelte, emiatt rövid időre börtönbe került engedetlenség miatt. Ezt követően Zagradiščében volt mezőgazdasági munkás három éven keresztül. 1921-ben ismét Ljubljanába került, és az újonnan alakult Szerb, Horvát és Szlovén Királyság katonai szolgálatába állt. Ezúttal a Királyi Tüzérségben szolgált, ahol komolyabban foglalkozott a szertornával. Mariborban az első állását csapattársa Leon Štukelj biztosította, aki akkoriban már bíróként tevékenykedett. 1931–32-ben elvégezte a polgári iskolát és egy festészeti tanfolyamot is. Több mint 1600 festményt és portrét készített, és mintegy 160 kiállítást (közülük 28 egyéni) tartott hazájában és külföldön. Több színdarabhoz, operához és baletthez készített díszletet. Művészeti munkáját a maribori Szlovén Nemzeti Színház technikai vezetőjeként fejezte be.

## Pályafutása
Három olimpiai játékon vett részt Jugoszlávia képviseletében. Az 1924-es párizsi olimpián nem nyert érmet, de csapatban a negyedik helyet ért el a válogatottal. Az 1928-as amszterdami olimpián egyéniben az ötödik helyen végzett. A különböző versenyszámokban is jól szerepelt; korláton ezüstérmet szerzett, talajon a negyedik, nyújtón a hatodik helyen végzett. Csapatversenyben bronzérmet szerzett társaival. Az 1932-es olimpián nem vett részt. Utolsó olimpiája az 1936-os berlini játékok voltak. Itt legjobb eredménye a csapat összetettben elért hatodik helyezés volt.
Három világbajnokságokon versenyzett és négy arany- két ezüst- és két bronzérmet szerzett. Legsikeresebb szereplése az 1930-as luxembourgi tornán volt, ahol egyéniben, talajon, lólengésben és korláton is aranyérmet nyert, csapatban pedig bronzérmes lett.

## Sikerei, díjai
- Olimpiai játékok
  - ezüstérmes: 1928, Amszterdam (korlát)
  - bronzérmes: 1928, Amszterdam (csapat)
- Világbajnokság
  - aranyérmes (4): 1930 (egyéni, talaj, lólengés, korlát)
  - ezüstérmes (2): 1926 (nyújtó, csapat)
  - bronzérmes (2): 1930, 1938 (mindkettő csapat)